# Прокоф'єва Євгенія Миколаївна
Євгенія Миколаївна Прокоф'єва (нар. 5 червня 1995) — українська легкоатлетка, яка спеціалізується в бігу на довгі дистанції, багаторазова чемпіонка та призерка чемпіонатів України, рекордсменка України з напівмарафону.
17 жовтня 2020 була 23-ю на фініші напівмарафонського забігу на чемпіонаті світу з новим національним рекордом для забігів за участі суто жінок (1:10.32), перевершивши попереднє досягнення Наталії Беркут (1:11.07), встановлене у 2006.

## Основні міжнародні виступи
| Рік  | Змагання                        | Місто   | Місце  | Дисципліна   | Примітки    |
| ---- | ------------------------------- | ------- | ------ | ------------ | ----------- |
| 2013 | Чемпіонат світу серед юніорів   | Юджин   | 2заб12 | 3000 м з/п   |             |
| 2014 | Чемпіонат Європи з кросу        | Самоков | 45     | крос (U20)   |             |
| 2017 | Чемпіонат Європи з кросу        | Шаморін | 50     | крос (U23)   |             |
| 2018 | Чемпіонат Європи                | Берлін  | 17     | 10000 м      |             |
| 2018 | Чемпіонат Європи з кросу        | Тілбург | 52     | крос         |             |
| 2020 | Чемпіонат світу з напівмарафону | Гдиня   | 23     | напівмарафон | [ 2 ] [ 3 ] |
| 2021 | Олімпійські ігри                | Саппоро | 42     | марафон      |             |

## Марафонські виступи
| Рік  | Змагання                                             | Місто       | Місце | Примітки |
| ---- | ---------------------------------------------------- | ----------- | ----- | -------- |
| 2018 | Xichang Qionghai Lake Wetland International Marathon | Січан       | 4     |          |
| 2019 | Білоцерківський марафон                              | Біла Церква | 1     |          |
| 2021 | Олімпійські ігри                                     | Саппоро     | 42    |          |
| 2021 | Marathon de La Rochelle Serge Vigot                  | Ла-Рошель   | 4     |          |